# Liste der Nummer-eins-Hits in Neuseeland (1979)
Dies ist eine Liste der Nummer-eins-Hits in Neuseeland im Jahr 1979. Sie basiert auf den offiziellen Single und Albums Top 40, die im Auftrag von Recorded Music NZ, dem neuseeländischen Vertreter der IFPI, ermittelt werden. Es gab in diesem Jahr 15 Nummer-eins-Singles und 14 Nummer-eins-Alben.

## Singles
| ← 1978 ← | Liste der Nummer-eins-Hits in Neuseeland | Liste der Nummer-eins-Hits in Neuseeland | Liste der Nummer-eins-Hits in Neuseeland | 1980 →                    |
| \| Zeitraum \| Wo. ges. \| Interpret \| Titel Autor(en) \| Zusätzliche Informationen \| \| (Zeitraum, Wochen auf Platz eins, Interpret, Titel, Autor[en], zusätzliche Informationen) \| \| \| \| \| \| ----------------------------------------------------------------------------------------- \| -------- \| ----------------- \| ------------------------------ \| ------------------------- \| \| 24. Dezember 1978 – 27. Januar 1979 5 Wochen \| 5 \| The Bee Gees \| Too Much Heaven \| – \| \| 28. Januar 1979 – 24. Februar 1979 4 Wochen \| 4 \| Chic \| Le Freak \| – \| \| 25. Februar 1979 – 10. März 1979 2 Wochen \| 2 \| Village People \| Y.M.C.A. \| – \| \| 11. März 1979 – 17. März 1979 1 Woche \| 1 \| Pointer Sisters \| Fire \| – \| \| 18. März 1979 – 28. April 1979 6 Wochen \| 6 \| Bee Gees \| Tragedy \| – \| \| 29. April 1979 – 5. Mai 1979 1 Woche (insgesamt 4) \| 4 \| Blondie \| Heart of Glass \| – \| \| 6. Mai 1979 – 12. Mai 1979 1 Woche \| 1 \| ABBA \| Chiquitita \| – \| \| 13. Mai 1979 – 2. Juni 1979 3 Wochen (insgesamt 4) \| 4 \| Blondie \| Heart of Glass \| – \| \| 3. Juni 1979 – 7. Juli 1979 5 Wochen \| 5 \| Promises \| Baby It’s You \| – \| \| 8. Juli 1979 – 28. Juli 1979 3 Wochen (insgesamt 9) \| 9 \| Racey \| Lay Your Love on Me \| – \| \| 29. Juli 1979 – 4. August 1979 1 Woche \| 1 \| Anita Ward \| Ring My Bell \| – \| \| 5. August 1979 – 15. September 1979 6 Wochen \| 6 \| Racey \| Lay Your Love on Me \| – \| \| 16. September 1979 – 22. September 1979 1 Woche (insgesamt 4) \| 4 \| Kiss \| I Was Made for Lovin’ You \| – \| \| 23. September 1979 – 29. September 1979 1 Woche \| 1 \| Robert John \| Sad Eyes \| – \| \| 30. September 1979 – 20. Oktober 1979 3 Wochen (insgesamt 4) \| 4 \| Kiss \| I Was Made for Lovin’ You \| – \| \| 21. Oktober 1979 – 3. November 1979 2 Wochen \| 2 \| Patrick Hernandez \| Born to Be Alive \| – \| \| 4. November 1979 – 1. Dezember 1979 4 Wochen \| 4 \| Michael Jackson \| Don’t Stop ’Til You Get Enough \| – \| \| 2. Dezember 1979 – 26. Januar 1980 8 Wochen \| 8 \| Jon Stevens \| Jezebel \| – \| |                                          |                                          |                                          |                           |
| ← 1978 |                                          |                                          |                                          | → 1980 →                  |
| Zeitraum | Wo. ges.                                 | Interpret                                | Titel Autor(en)                          | Zusätzliche Informationen |
| (Zeitraum, Wochen auf Platz eins, Interpret, Titel, Autor[en], zusätzliche Informationen) |                                          |                                          |                                          |                           |
| 24. Dezember 1978 – 27. Januar 1979 5 Wochen | 5                                        | The Bee Gees                             | Too Much Heaven                          | –                         |
| 28. Januar 1979 – 24. Februar 1979 4 Wochen | 4                                        | Chic                                     | Le Freak                                 | –                         |
| 25. Februar 1979 – 10. März 1979 2 Wochen | 2                                        | Village People                           | Y.M.C.A.                                 | –                         |
| 11. März 1979 – 17. März 1979 1 Woche | 1                                        | Pointer Sisters                          | Fire                                     | –                         |
| 18. März 1979 – 28. April 1979 6 Wochen | 6                                        | Bee Gees                                 | Tragedy                                  | –                         |
| 29. April 1979 – 5. Mai 1979 1 Woche (insgesamt 4) | 4                                        | Blondie                                  | Heart of Glass                           | –                         |
| 6. Mai 1979 – 12. Mai 1979 1 Woche | 1                                        | ABBA                                     | Chiquitita                               | –                         |
| 13. Mai 1979 – 2. Juni 1979 3 Wochen (insgesamt 4) | 4                                        | Blondie                                  | Heart of Glass                           | –                         |
| 3. Juni 1979 – 7. Juli 1979 5 Wochen | 5                                        | Promises                                 | Baby It’s You                            | –                         |
| 8. Juli 1979 – 28. Juli 1979 3 Wochen (insgesamt 9) | 9                                        | Racey                                    | Lay Your Love on Me                      | –                         |
| 29. Juli 1979 – 4. August 1979 1 Woche | 1                                        | Anita Ward                               | Ring My Bell                             | –                         |
| 5. August 1979 – 15. September 1979 6 Wochen | 6                                        | Racey                                    | Lay Your Love on Me                      | –                         |
| 16. September 1979 – 22. September 1979 1 Woche (insgesamt 4) | 4                                        | Kiss                                     | I Was Made for Lovin’ You                | –                         |
| 23. September 1979 – 29. September 1979 1 Woche | 1                                        | Robert John                              | Sad Eyes                                 | –                         |
| 30. September 1979 – 20. Oktober 1979 3 Wochen (insgesamt 4) | 4                                        | Kiss                                     | I Was Made for Lovin’ You                | –                         |
| 21. Oktober 1979 – 3. November 1979 2 Wochen | 2                                        | Patrick Hernandez                        | Born to Be Alive                         | –                         |
| 4. November 1979 – 1. Dezember 1979 4 Wochen | 4                                        | Michael Jackson                          | Don’t Stop ’Til You Get Enough           | –                         |
| 2. Dezember 1979 – 26. Januar 1980 8 Wochen | 8                                        | Jon Stevens                              | Jezebel                                  | –                         |

## Alben
| ← 1978 ← | Liste der Nummer-eins-Hits in Neuseeland | Liste der Nummer-eins-Hits in Neuseeland | Liste der Nummer-eins-Hits in Neuseeland | 1980 →                    |
| \| Zeitraum \| Wo. ges. \| Interpret \| Titel \| Zusätzliche Informationen \| \| (Zeitraum, Wochen auf Platz eins, Interpret, Titel, zusätzliche Informationen) \| \| \| \| \| \| ------------------------------------------------------------------------------ \| -------- \| -------------------------- \| --------------------------------------- \| ------------------------- \| \| 10. Dezember 1978 – 20. Januar 1979 6 Wochen \| 6 \| David Bowie \| Stage \| – \| \| 21. Januar 1979 – 3. Februar 1979 2 Wochen \| 2 \| Billy Joel \| 52nd Street \| – \| \| 4. Februar 1979 – 3. März 1979 4 Wochen \| 4 \| Barbra Streisand \| Greatest Hits, Volume 2 \| – \| \| 4. März 1979 – 24. März 1979 3 Wochen \| 3 \| Rod Stewart \| Blondes Have More Fun \| – \| \| 25. März 1979 – 28. April 1979 5 Wochen \| 5 \| Bee Gees \| Spirits Having Flown \| – \| \| 29. April 1979 – 2. Juni 1979 5 Wochen \| 5 \| (Verschiedene Interpreten) \| Don’t Walk, Boogie \| – \| \| 3. Juni 1979 – 30. Juni 1979 4 Wochen (insgesamt 10) \| 10 \| Supertramp \| Breakfast in America \| – \| \| 1. Juli 1979 – 7. Juli 1979 1 Woche \| 1 \| Leo Sayer \| The Very Best of Leo Sayer \| – \| \| 8. Juli 1979 – 4. August 1979 4 Wochen (insgesamt 10) \| 10 \| Supertramp \| Breakfast in America \| – \| \| 5. August 1979 – 18. August 1979 2 Wochen \| 2 \| Dire Straits \| Communiqué \| – \| \| 19. August 1979 – 25. August 1979 1 Woche (insgesamt 10) \| 10 \| Supertramp \| Breakfast in America \| – \| \| 26. August 1979 – 1. September 1979 1 Woche \| 1 \| Art Garfunkel \| Fate for Breakfast \| – \| \| 2. September 1979 – 15. September 1979 2 Wochen (insgesamt 3) \| 3 \| Led Zeppelin \| In Through the Out Door \| – \| \| 16. September 1979 – 22. September 1979 1 Woche (insgesamt 10) \| 10 \| Supertramp \| Breakfast in America \| – \| \| 23. September 1979 – 29. September 1979 1 Woche (insgesamt 3) \| 3 \| Led Zeppelin \| In Through the Out Door \| – \| \| 30. September 1979 – 13. Oktober 1979 2 Wochen \| 2 \| Bob Dylan \| Slow Train Coming \| – \| \| 14. Oktober 1979 – 10. November 1979 4 Wochen \| 4 \| (Verschiedene Interpreten) \| Don’t Walk Boogie On – 20 Original Hits \| – \| \| 11. November 1979 – 22. Dezember 1979 6 Wochen \| 6 \| Rod Stewart \| Greatest Hits \| – \| \| 23. Dezember 1979 – 1. März 1980 10 Wochen (insgesamt 13) \| 13 \| Pink Floyd \| The Wall \| – \| |                                          |                                          |                                          |                           |
| ← 1978 |                                          |                                          |                                          | → 1980 →                  |
| Zeitraum | Wo. ges.                                 | Interpret                                | Titel                                    | Zusätzliche Informationen |
| (Zeitraum, Wochen auf Platz eins, Interpret, Titel, zusätzliche Informationen) |                                          |                                          |                                          |                           |
| 10. Dezember 1978 – 20. Januar 1979 6 Wochen | 6                                        | David Bowie                              | Stage                                    | –                         |
| 21. Januar 1979 – 3. Februar 1979 2 Wochen | 2                                        | Billy Joel                               | 52nd Street                              | –                         |
| 4. Februar 1979 – 3. März 1979 4 Wochen | 4                                        | Barbra Streisand                         | Greatest Hits, Volume 2                  | –                         |
| 4. März 1979 – 24. März 1979 3 Wochen | 3                                        | Rod Stewart                              | Blondes Have More Fun                    | –                         |
| 25. März 1979 – 28. April 1979 5 Wochen | 5                                        | Bee Gees                                 | Spirits Having Flown                     | –                         |
| 29. April 1979 – 2. Juni 1979 5 Wochen | 5                                        | (Verschiedene Interpreten)               | Don’t Walk, Boogie                       | –                         |
| 3. Juni 1979 – 30. Juni 1979 4 Wochen (insgesamt 10) | 10                                       | Supertramp                               | Breakfast in America                     | –                         |
| 1. Juli 1979 – 7. Juli 1979 1 Woche | 1                                        | Leo Sayer                                | The Very Best of Leo Sayer               | –                         |
| 8. Juli 1979 – 4. August 1979 4 Wochen (insgesamt 10) | 10                                       | Supertramp                               | Breakfast in America                     | –                         |
| 5. August 1979 – 18. August 1979 2 Wochen | 2                                        | Dire Straits                             | Communiqué                               | –                         |
| 19. August 1979 – 25. August 1979 1 Woche (insgesamt 10) | 10                                       | Supertramp                               | Breakfast in America                     | –                         |
| 26. August 1979 – 1. September 1979 1 Woche | 1                                        | Art Garfunkel                            | Fate for Breakfast                       | –                         |
| 2. September 1979 – 15. September 1979 2 Wochen (insgesamt 3) | 3                                        | Led Zeppelin                             | In Through the Out Door                  | –                         |
| 16. September 1979 – 22. September 1979 1 Woche (insgesamt 10) | 10                                       | Supertramp                               | Breakfast in America                     | –                         |
| 23. September 1979 – 29. September 1979 1 Woche (insgesamt 3) | 3                                        | Led Zeppelin                             | In Through the Out Door                  | –                         |
| 30. September 1979 – 13. Oktober 1979 2 Wochen | 2                                        | Bob Dylan                                | Slow Train Coming                        | –                         |
| 14. Oktober 1979 – 10. November 1979 4 Wochen | 4                                        | (Verschiedene Interpreten)               | Don’t Walk Boogie On – 20 Original Hits  | –                         |
| 11. November 1979 – 22. Dezember 1979 6 Wochen | 6                                        | Rod Stewart                              | Greatest Hits                            | –                         |
| 23. Dezember 1979 – 1. März 1980 10 Wochen (insgesamt 13) | 13                                       | Pink Floyd                               | The Wall                                 | –                         |